# Działanie farmakologiczne
Działanie farmakologiczne – wpływ danej substancji czynnej lub leku na organizm (w szczególności człowieka, zdrowego i chorego), związany między innymi z własnościami fizykochemicznymi, chemicznymi i przestrzennymi tej substancji. 
Działanie farmakologiczne opisuje wpływ leku na ustrój pacjenta i przedstawiane jest w postaci:
- Ki (Ki50) – stała inhibicji (ang. inhibition constant)
- IC50 – połowa maksymalnego stężenia hamującego (ang. half-maximal inhibitory concentration)
- EC50 – połowa maksymalnego stężenia efektywnego (ang. half-maximal effective concentration)
- ED50 – dawka efektywna dla 50% badanych osobników (ang. effective dose for 50% of the population)
- Km – stała Michaelisa (ang. Michaelis constant).